# Шабо, Луи Феликс
Луи Феликс Шабо (фр. Louis-Félix Chabaud; 14 марта 1824, Венель (Буш-дю-Рон) — 25 апреля 1902, там же) — французский скульптор и медальер. 

## Биография
Сын фермера, Луи-Феликс Шабо учился в сельской школе в родном Венеле до 1836 года. Сперва он был подмастерьем у местного пекаря, а затем у каменотёса Раймона в Экс-ан-Провансе. После этого, он сумел поступить в Школу изящных искусств Экс-ан-Прованса, где учился у скульптора Жозефа Мариуса Рамюса, а затем в Школу изящных искусств Парижа, где учился у Джеймса Прадье.
Закончив Школу изящных искусств в Париже, Шабо вскоре приступил к самостоятельной карьере, и уже в 1848 году выиграл Римскую премию (1-е место в номинации скульптура) за выгравированную им медаль «Меркурий, превращающий жезл, подаренный Аполлоном, в кадуцей». После этого, он смог отправиться за счёт государства в Рим, где жил на вилле Медичи. 
Вернувшись в Париж, Шабо выставил свои работы на парижском салоне 1853 года, где они пользовались успехом и в тот год, и в последующие, и получили ряд заметных наград. 
Шабо много работал над скульптурами для украшения фасадов важных общественных зданий, таких, как парижская Опера Гарнье и дворец изящных искусств в Марселе. Он плодотворно работал, как медальер, и создавал многочисленные медали. Помимо этого, он также преподавал в парижской школе изящных искусств, которую сам закончил, где его учеником был, в частности, Шарль Дежорж. 
Скончался на родине.

## Галерея

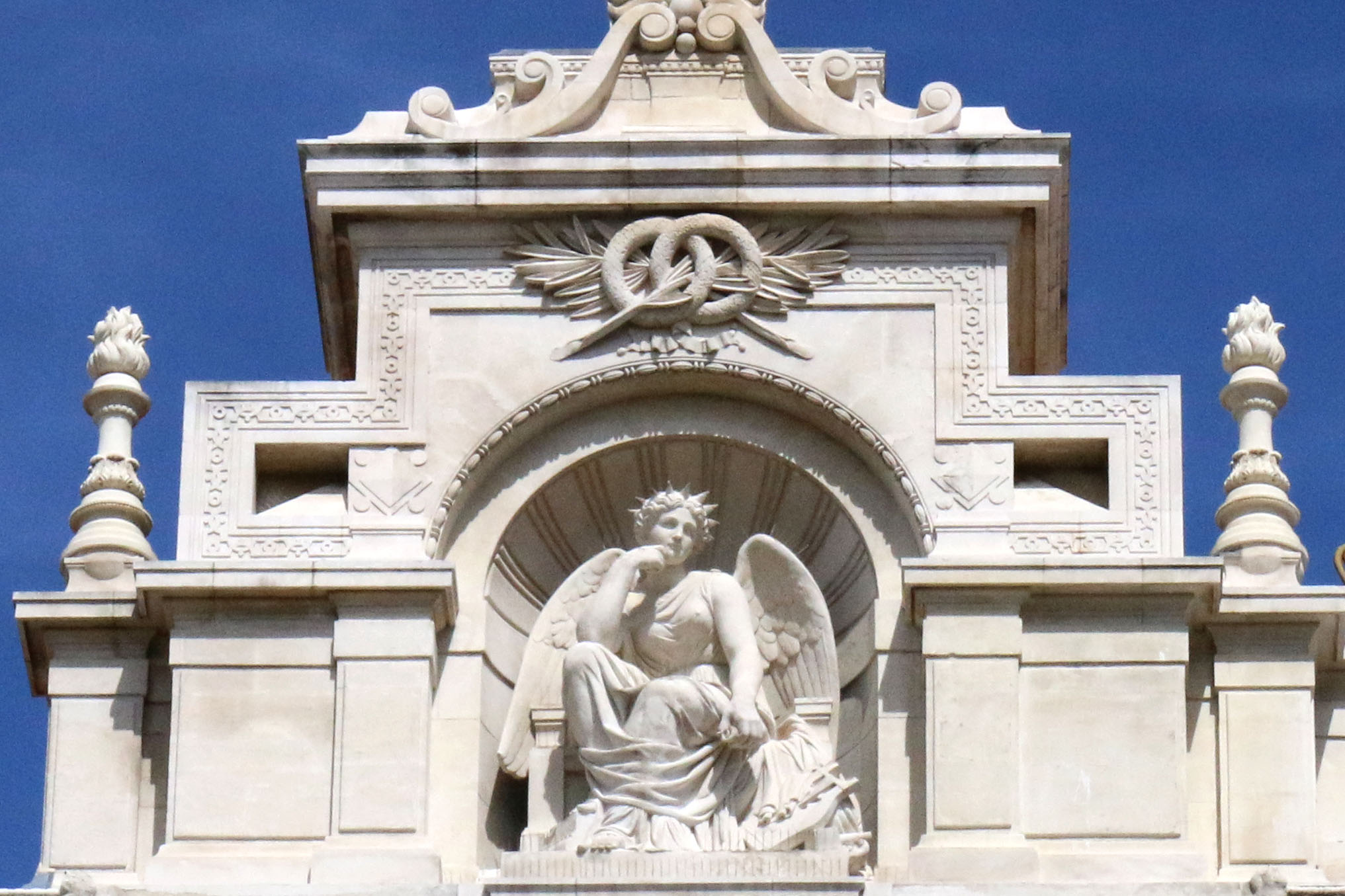
Гений искусства. Дворец изящных искусств, Марсель.
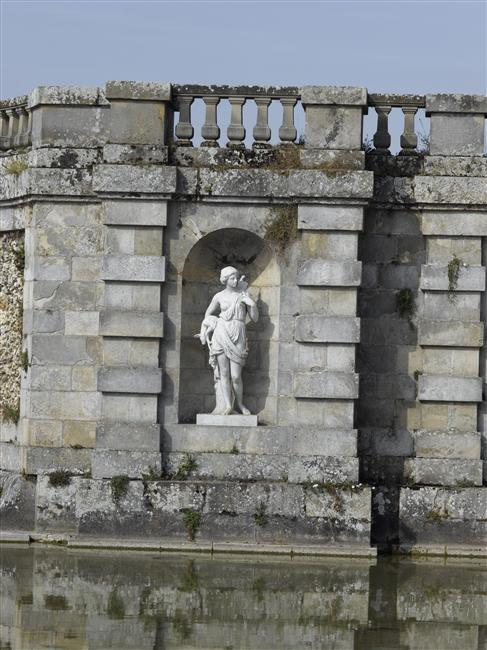
Диана. Парк замка Фонтенбло.
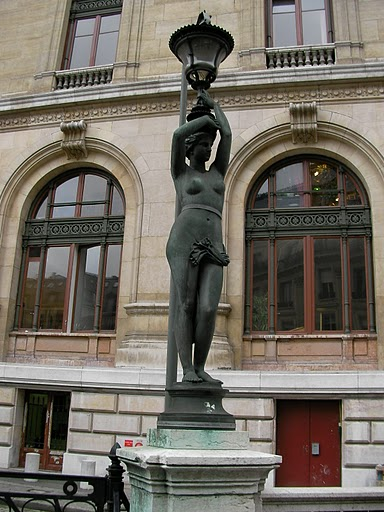
Кариатида. Фонарь перед входом в Опера Гарнье.
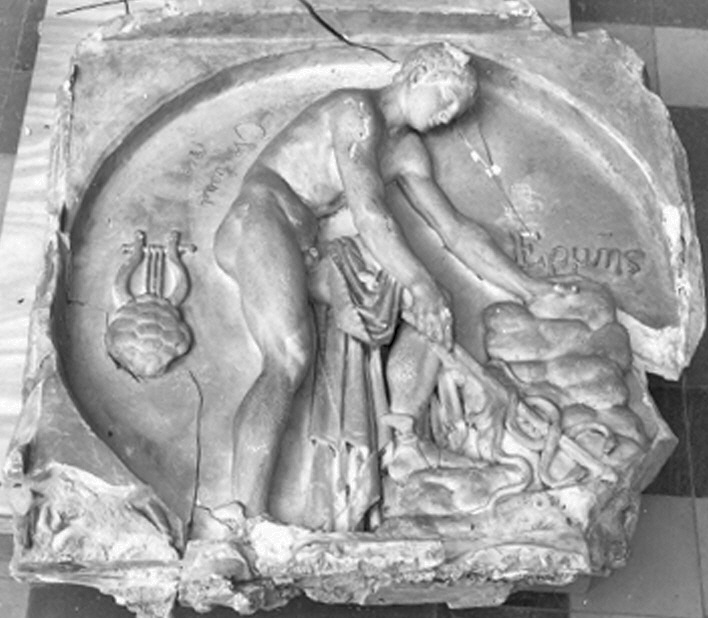
Гермес превращает жезл, подаренный Аполлоном, в кадуцей. Гипсовая отливка.
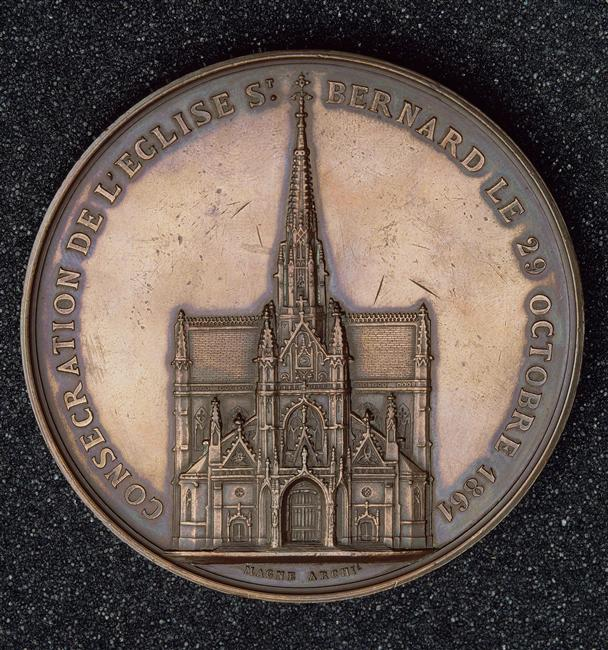
Образец медали.
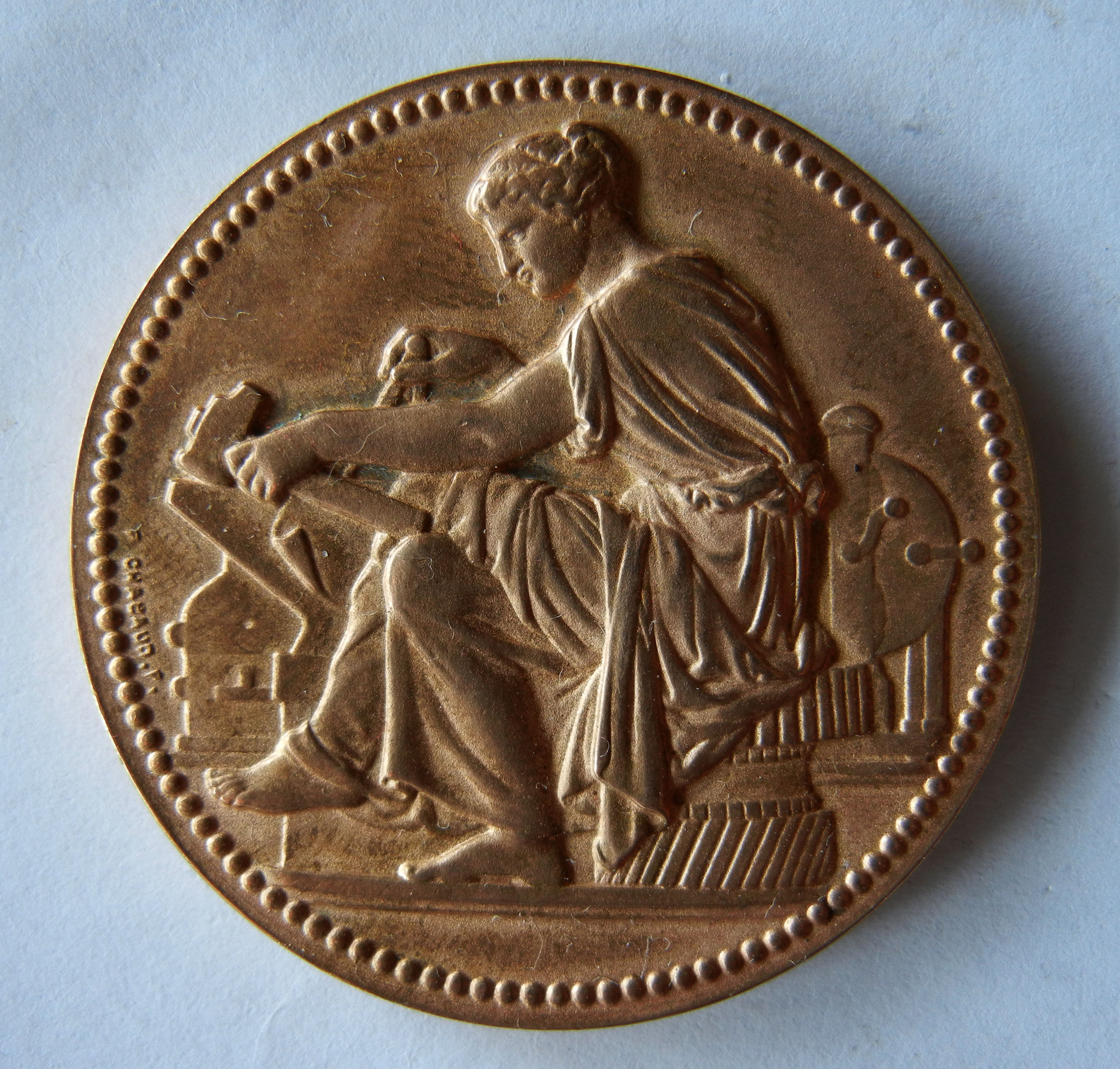
«Индустрия». Образец медали.